# Система оборонних споруд Амстердама

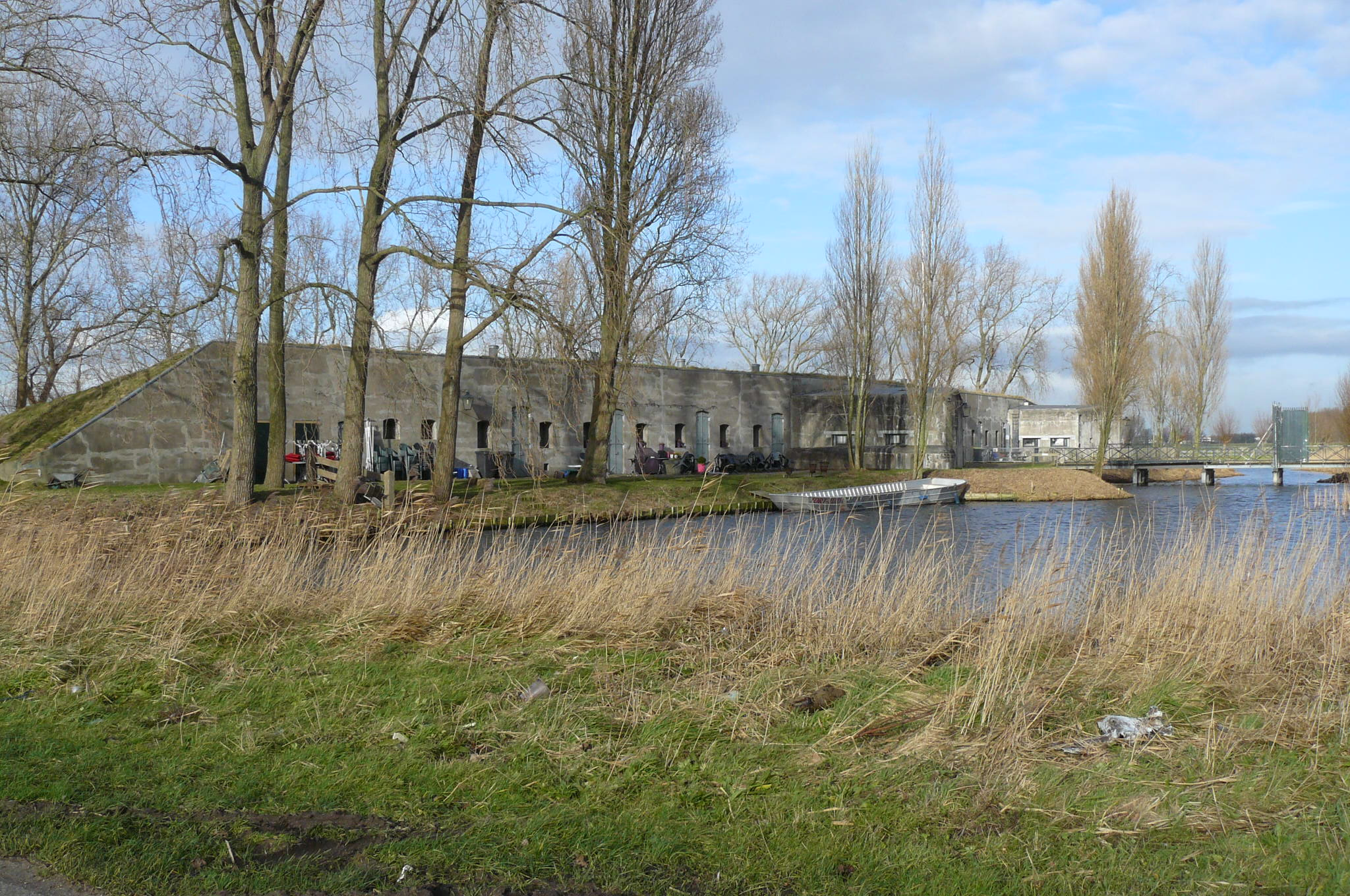
Форт на південь від Спарндама

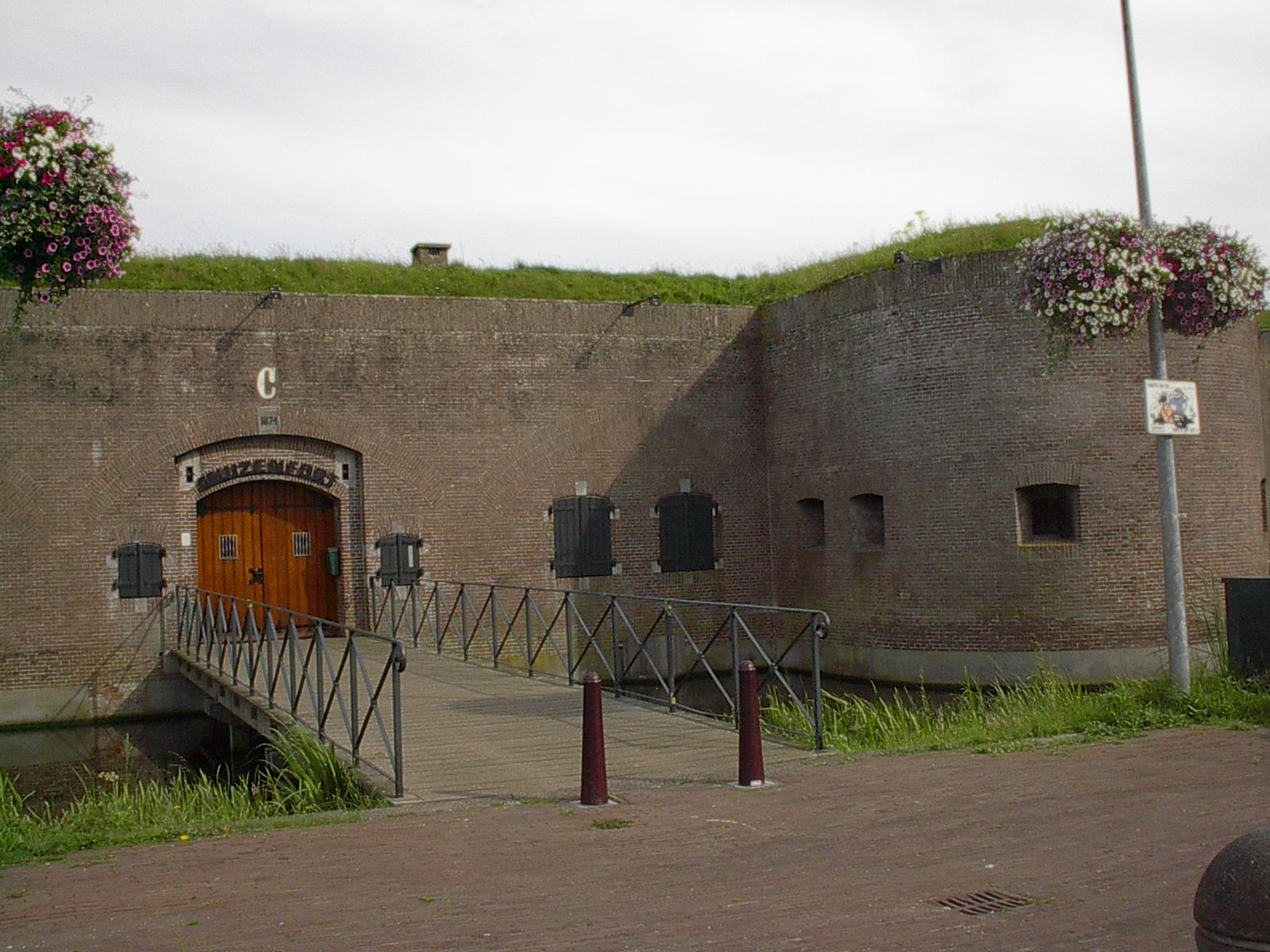
Форт-музей у Муйдені

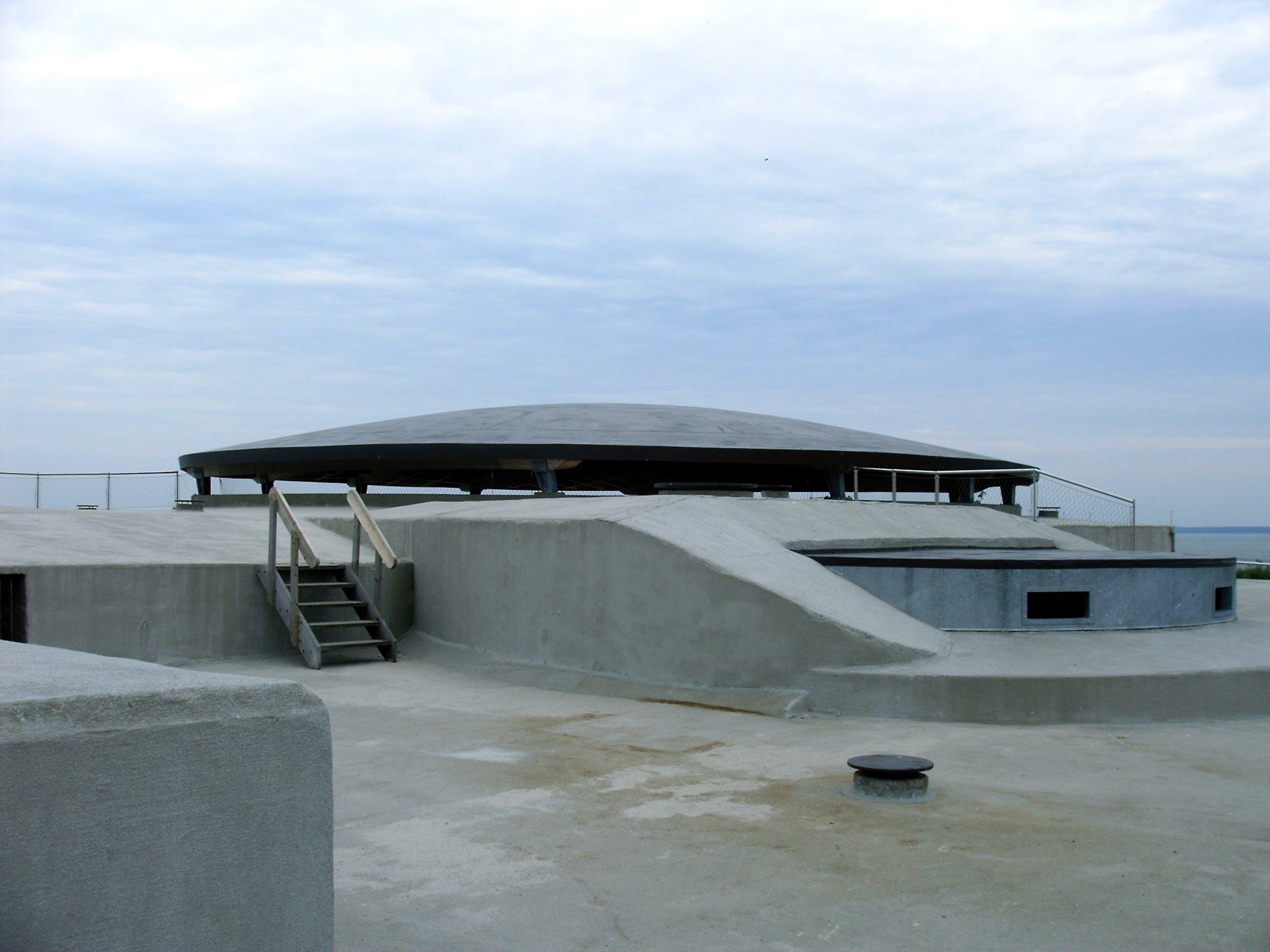
Укріплення на острові Пампус

Об'єкт Світової спадщини ЮНЕСКО, відомий як Лінія оборони Амстердама (гол. Stelling van Amsterdam, pronounced: [ˌstɛlɪŋ vɑn ɑmstərˈdɑm]) становить 135-кілометрів (84 миля) кільце укріплень навколо Амстердама. Має 42 форти на 10—15 кілометрів (6,2—9,3 миля) від центру та низин, які легко можуть бути затоплені під час війни. Затоплення була розрахована на глибину приблизно 30 сантиметрів (12 дюйм), занадто мало, щоб човни могли перепливти. Будь-які будівлі в межах 1 кілометр (0,62 миля) лінії повинні були бути виготовлені з дерева, щоб їх можна було спалити та усунути перешкоду.
Лінія оборони Амстердама була побудована між 1880 і 1920 роками. Винахід літака і танка зробив форти застарілими майже відразу після їх завершення. Зараз багато фортів перебувають під контролем як міських рад, так і департаменту природи. Їх можна відвідати всім, і вхід вільний у День пам'яток, другої суботи вересня.

## Функція
Лінія оборони Амстердама була переважно оборонною водною лінією (гол.: waterlinie). У разі нападу ворога великі ділянки землі навколо Амстердама були б затоплені водою, що не дозволило б ворогу просуватися. Амстердам функціонуватиме як національний редут або редюїт, як останній оплот Нідерландів. Форти будували там, де дороги, залізниці або дамби перетинали водну лінію. У таких місцях не було б води, щоб зупинити ворога, тому форти були призначені для обстрілу ворога.

## Будівництво
Закон про будівництво Лінії оборони Амстердама був прийнятий у 1874 році, через кілька років після об'єднання Німеччини, яке розмістило нову потужну велику державу на східному кордоні Нідерландів. Під час планування перед будівництвом проєкт був уже явно застарілим на сучасні технічні досягнення. Винахід осколково-фугасного снаряда та ударного запалу, які дозволяли боєприпасам вибухати під час удару та легко розбивати цегляні укріплення, викликало необхідність переходу від кам'яних фортів до бетонних. Голландці ще не мали необхідного досвіду використання та будівництва з бетону, тому довелося провести масштабні випробування. Бетонні споруди обстрілювали з найважчої на той час артилерії. Подальші затримки були наслідком того, що піщані фундаменти повинні були осісти протягом кількох років, перш ніж на них можна було побудувати форти. Лише у 1897 році нарешті можна було розпочати реальне будівництво.

## Обслуговування
Лінія оборони Амстердама ніколи не використовувалася в бойових діях, і використання літаків зробило його застарілим після Першої світової війни. Однак його обслуговували та зберігали в експлуатації, доки його не вивели з експлуатації в 1963 році.
Дамба через Гарлемермер, яка дозволила затопити південну частину польдеру, а північна частина могла продовжувати виготовляти їжу для Амстердама, тепер перерізана автострадою А4. Автомагістраль також проходить під Рінгвартом у Рулофарендсвені, що затоплення польдеру в Гарлемермері, таким чином, робить майбутнє використання Лінії оборони більше неможливим.
У 1996 році вся Лінія оборони була включена до списку Світової спадщини ЮНЕСКО.

## Список фортів

### Північний фронт
- Форт біля Едама
- Форт біля Квадейка
- Форт на північ від Пурмеренда
- Форт уздовж Неккервега
- Форт уздовж Мідденвега
- Форт уздовж Їспервега
- Форт поблизу Спайкербора

### Північно-західний фронт
- Форт біля Маркен-Біннена
- Форт біля Кромменідейка
- Форт уздовж Ден Хема
- Форт біля Вельдхейса
- Форт уздовж Сент-Агтендейка
- Форт у Zuidwijkermeerpolder
- Форт біля Вельзена
- Прибережний форт біля Еймейдена

### Західний фронт
- Форт на північ від Спарндама
- Форт на південь від Спарндама
- Форт біля Пеннінгсвера
- Форт біля Лібрюга
- Форт уздовж Лієде

### Південно-західний фронт
- Форт поблизу Війфг'юзена
- Батарея вздовж Ейсвега
- Форт біля Хофдорпа
- Батарея вздовж Слотервега
- Форт біля Алсмера

### Південний фронт
- Форт біля Кудельштаарта
- Форт біля Де Квакеля
- Форт уздовж Дрехта
- Форт біля Уітхорна
- Форт Вейвер-Амстел
- Форт у Вейвері-Боцхолі
- Форт уздовж Вінкеля

### Південно-східний фронт
- Форт біля Абкуде
- Батареї вздовж Гейна
- Форт біля Нігтевехта
- Форт біля Гіндердама
- Форт Уітермір
- Фортеця Вісп

### Південноморський фронт
- Муйденська фортеця
- Батарея біля Дімердама
- Форт Пампус
- Батарея біля Дургердама (Вурторенайланд)

### Голландські водні лінії
- Стара/нова голландська водна лінія
- Лінія Греббе
- Лінія Ейссел
- Лінія Маасу
- Лінія Піл-Рам

### Інше
- Лінії оборони Нідерландів